# Rio Indo
O rio Indo (em urdu: سندھ; romaniz.: Sindh; notr; em sânscrito e hindi: सिन्धु; Sindhu; em persa: حندو; Hindu; em pastó:  ّآباس;  Abasin; "pai dos rios"; em tibetano: Sengge Chu; "rio leão"; em chinês: 印度; Yìndù; em grego: Ινδός; Indos) é o rio mais longo e mais importante do Paquistão e um dos mais destacados rios do subcontinente indiano. O topônimo "Índia" é proveniente do nome do rio.
Com origem no planalto tibetano, próximo ao lago Manasarovar, o rio atravessa a região do Ladaque, na Caxemira e no Guilguite-Baltistão na direção sul, cortando o Paquistão de norte a sul até desaguar no mar Arábico perto da cidade paquistanesa de Carachi. Seu comprimento é de cerca de 3 200 km e sua bacia hidrográfica totaliza mais de 1 081 700 km². O fluxo anual estimado do rio é de cerca de 207 km³. Desde sua origem no topo do mundo, em meio a geleiras, alimenta um ecossistema de florestas temperadas, planícies e campos áridos. Juntamente com os rios Jilum, Chenab, Rauí, Beás, Satle e o extinto Sarasvati, o Indo forma o chamado delta do Sapta Sindhu ("Sete Rios") na província paquistanesa de Sinde. O Indo tem 20 afluentes principais.
O Indo é a principal fonte de água para a economia do Paquistão, em especial nas província de Sinde. Também é a maior fonte de água potável do país e é usado por muitas indústrias pesadas.
O Indo é um dos poucos rios do planeta a possuir um refluxo de maré. Alimentado, em grande medida pela neve e geleiras das cordilheiras de Caracórum, Indocuche e Himalaias no Tibete, em Caxemira e nas Áreas do Norte no Paquistão, o fluxo do Indo varia conforme as estações do ano: reduz-se durante o inverno e chega a extravasar durante o período das monções (julho a setembro). Há indícios de que seu curso se moveu para oeste ao longo do tempo.

## Curso

Áreas afetadas pelas inundações em 2010

O rio tem início na confluência dos rios Sengge e Gar, que drenam as cordilheiras de Nganglong Kangri e Gangdise Shan. Em seguida, corre no sentido noroeste através de Ladaque-Baltistão até Guilguite, ao sul da cordilheira de Caracórum. Os rios Shyok, Shigar e Gilgit contribuem águas glaciais. Gradualmente, o curso toma o sentido sul e sai da região montanhosa entre Pexauar e Raualpindi. O Indo atravessa então imensos desfiladeiros (com altitudes entre 4 500 e 5 200 m) próximo ao maciço de Nanga Parbat. Corre então com velocidade na região de Hazara até ser represado no reservatório de Tarbela. Encontra-se com o rio Cabul perto de Attock. O restante de seu curso segue áreas da planície do Panjabe e do Sinde, quando perde velocidade. Na altura de Mithankot, encontra-se com o rio Panjnad. Após passar por Jamshoro, desagua num grande delta a leste de Thatta.

### Principais afluentes
- Beás
- Cabul
- Rauí
- Wakha
- Shingo
- Sutle
- Goat
- Guilguite
- Ghizar
- Hunza
- Gumal
- Zhob
- Zanskar
- Kunar
- Gar
- Shyok
- Shigar
- Chenab
- Jilum
- Rio Suru Chu

## Geologia

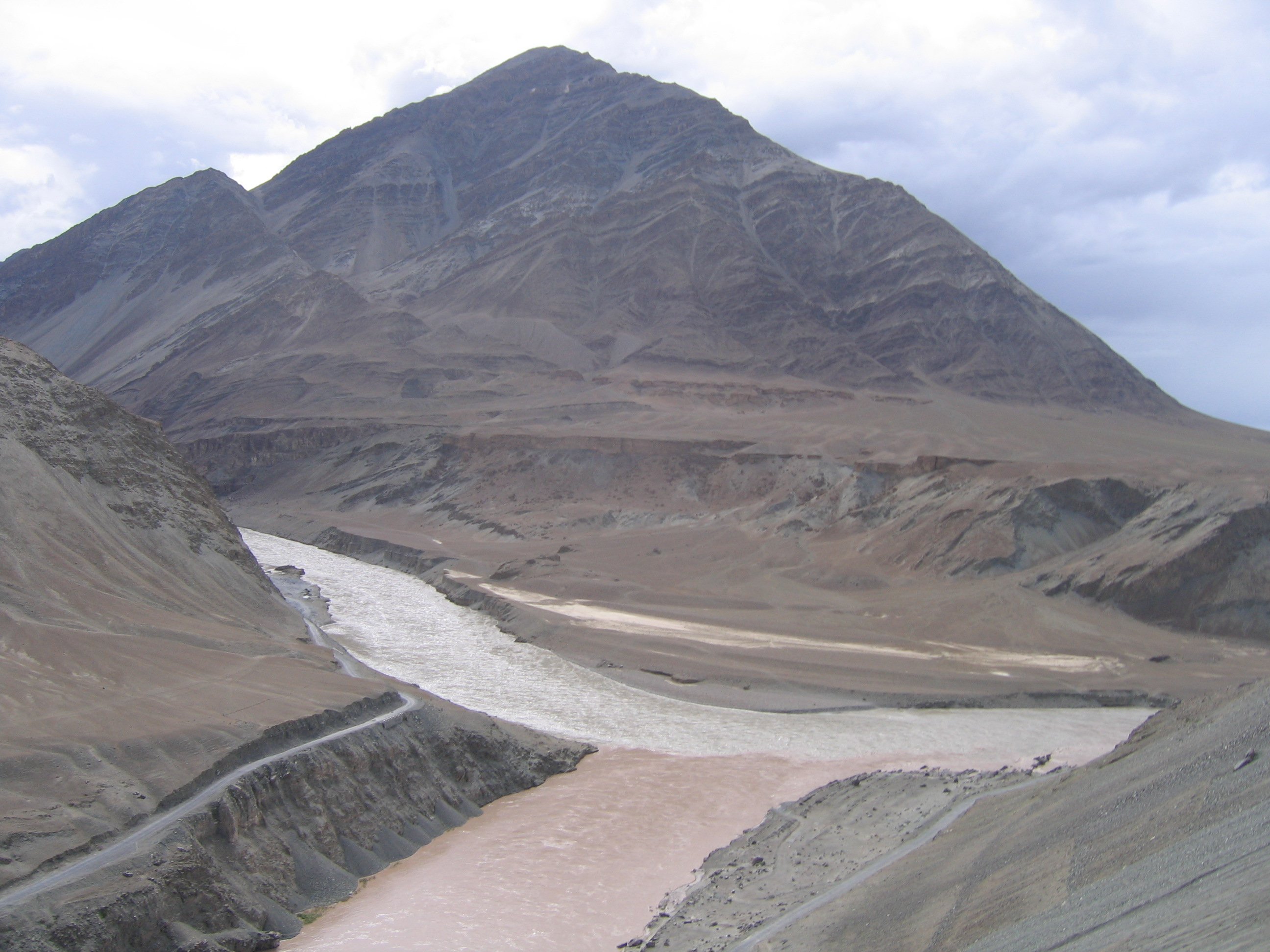
Confluência dos rios Indo e Zanskar. O Indo é o que está mais abaixo nesta foto

O rio Indo alimenta o delta submarino do Indo, que é o segundo maior depósito de sedimentos da Terra com cerca de 5 milhões de quilômetros cúbicos de material erodido das montanhas. Estudos de sedimentos no rio moderno indicam que a cordilheira Caracórum no norte do Paquistão e da Índia é a fonte mais importante de material, com o Himalaia providenciando a segunda maior contribuição, principalmente através dos grandes rios do Panjabe (Jilum, Rauí, Chenab, Beás e Sutle). Análise de sedimentos do Mar da Arábia demonstrou que no período de há mais de cinco milhões de anos o Indo não estava ligado a estes rios do Panjabe, que em vez disso fluíam ao leste para o Ganges e foram capturados após esse período. Estudo anterior mostrou que areia e lodo do oeste do Tibete atingiam o Mar da Arábia há 45 milhões de anos, o que implica a existência de um antigo rio Indo naquela época. O delta deste rio proto-Indo foi posteriormente encontrado na Bacia de Katawaz, na fronteira afegã-paquistanesa.
Na região de Nanga Parbat, estima-se que as quantidades maciças de erosão devida ao rio Indo, seguidas da captura e reencaminhamento por essa área, trazem as rochas médias e inferiores da crosta para a superfície.

## Vida selvagem

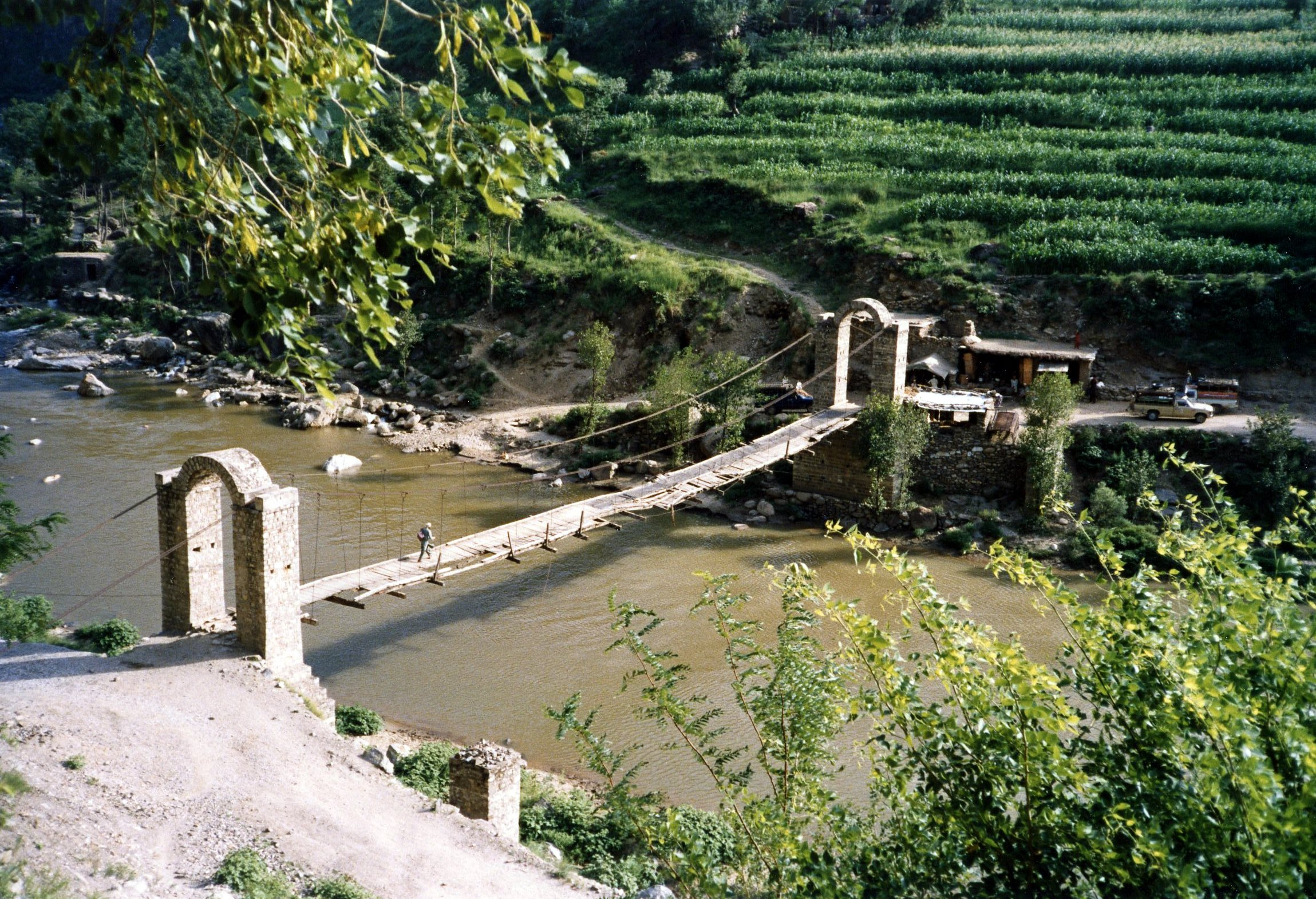
Passarela sobre o rio Indo, no Paquistão

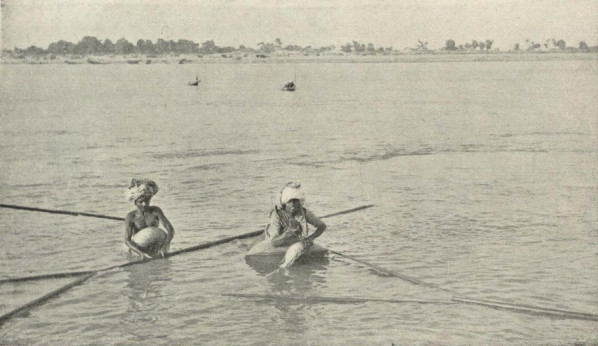
Pescadores no rio Indo, c. 1905

Relatos sobre o vale do Indo desde os tempos da campanha de Alexandre indicam uma cobertura florestal saudável na região, que já recuou consideravelmente. O imperador mogol Babur escreve sobre encontrar rinocerontes ao longo de sua margem em suas memórias (o Baburnama). Extenso desmatamento e a interferência humana na ecologia da cordilheira Sivalik levou a uma acentuada deterioração na vegetação e nas condições de crescimento. As regiões do Vale do Indo são áridas, com vegetação pobre. A agricultura é sustentada em grande parte devido a obras de irrigação. O rio Indo e sua bacia hidrográfica tem uma rica biodiversidade. Abriga cerca de 25 espécies de anfíbios e 147 espécies, das quais 22 são somente encontradas no Indo.

### Mamíferos
O cego golfinho do Rio Indo (Platanista gangetica minor) é uma subespécie de golfinho encontrada somente neste rio. No passado também era encontrado nos seus afluentes. De acordo com o World Wildlife Fund, é um dos mais ameaçados cetáceos, com cerca de apenas 1000 ainda existentes.